# Asopos
Asopos ("som aldrig tiger"), latinsk namnform Asopus, var en flodgud i grekisk mytologi, son till Okeanos och Tethys.
Han var gift med najaden Metope och tillsammans fick de två söner Pelasgos och Ismenos, samt tolv döttrar; Korkyra, Salamis, Aigina, Peirene, Kleone, Thebe, Tanagra, Thespeia, Asopis, Sinope, Ornia och Khalkis.
Asopos' dotter Aigina blev kidnappad av Zeus som försvarade sitt byte med åskviggar. Hans dotter Sinope blev enleverad av Apollon som bortförde henne till Paflagonien.
Asopos var också namnet på flera floder i antikens Grekland.